# تومي برين
تومي برين (بالإنجليزية: Tommy Breen)‏ هو لاعب كرة قدم أيرلندي، ولد في 27 أبريل 1912 في دروغيدا في جمهورية أيرلندا، وتوفي في 1 مارس 1988 في بلفاست في المملكة المتحدة. شارك مع منتخب أيرلندا لكرة القدم ومنتخب جمهورية أيرلندا لكرة القدم. أما مع النوادي، فقد لعب مع غلينتوران ومانشستر يونايتد ونادي شامروك روفرز ونادي لينفيلد.